# Dusona spinipes
Dusona spinipes là một loài tò vò trong họ Ichneumonidae.